# Fernando Perez-Pascal
Pour les articles homonymes, voir Fernando Perez, Perez et Pascal.
Fernando Perez-Pascal, né le 3 octobre 1964, est un ancien joueur de tennis mexicain.

## Carrière
En 1982, il devient champion du monde junior à la Copa Mundial Juvenil Casablanca au célèbre Club Casablanca Satélite
Membre de l'équipe du Mexique de Coupe Davis entre 1983 et 1986, il a joué deux matchs de double dans le groupe mondial. En 1986, associé à Leonardo Lavalle, il bat au premier tour la paire allemande composée de Boris Becker et Andreas Maurer (3-6, 6-1, 7-5, 3-6, 6-4). Cette victoire permet à l'équipe de mener 2 à 1. En quart de finale, avec Jorge Lozano, il s'incline contre les américains Ken Flach et Robert Seguso, n°2 et 3 mondiaux en double (5-7, 6-3, 6-4, 6-4).
Il a atteint 3 finales en double sur le circuit Challenger : à Dijon en 1988 et à San Luis Potosí en 1988 et 1990. Sur le circuit ATP, il est demi-finaliste à Forest Hills en 1989 avec Luis Herrera.